# Urbacodon
Urbacodon là một chi khủng long, được Averianov & Sues mô tả khoa học năm 2007.